# Pyrrhulina elongata
Pyrrhulina elongata är en fiskart som beskrevs av Axel Zarske och Jacques Géry 2001. Pyrrhulina elongata ingår i släktet Pyrrhulina och familjen Lebiasinidae. Inga underarter finns listade i Catalogue of Life.